# Гантер (Міссурі)
Гантер (англ. Hunter) — переписна місцевість (CDP) в США, в окрузі Картер штату Міссурі. Населення — 95 осіб (2020).

## Географія
Гантер розташований за координатами 36°52′55″ пн. ш. 90°50′52″ зх. д. / 36.88194° пн. ш. 90.84778° зх. д. (36.881939, -90.847862).  За даними Бюро перепису населення США в 2010 році переписна місцевість мала площу 9,42 км², з яких 9,42 км² — суходіл та 0,00 км² — водойми.

## Демографія
Згідно з переписом 2010 року, у переписній місцевості мешкало 168 осіб у 67 домогосподарствах у складі 51 родини. Густота населення становила 18 осіб/км².  Було 76 помешкань (8/км²).
Расовий склад населення:
| - 97,6 % — білих |

До двох чи більше рас належало 2,4 %. Частка іспаномовних становила 0,6 % від усіх жителів.
За віковим діапазоном населення розподілялося таким чином: 19,6 % — особи молодші 18 років, 65,5 % — особи у віці 18—64 років, 14,9 % — особи у віці 65 років та старші. Медіана віку мешканця становила 47,2 року. На 100 осіб жіночої статі у переписній місцевості припадало 112,7 чоловіків;  на 100 жінок у віці від 18 років та старших — 110,9 чоловіків також старших 18 років.
За межею бідності перебувало 21,7 % осіб, у тому числі 100,0 % дітей у віці до 18 років та 0,0 % осіб у віці 65 років та старших.
Цивільне працевлаштоване населення становило 18 осіб. Основні галузі зайнятості: будівництво — 66,7 %, науковці, спеціалісти, менеджери — 33,3 %.